# 桨翼鸟
桨翼鸟，桨翼鸟屬，是一种已灭绝的类似企鹅的鸟，生活于渐新世（约2840-2300万年前）的日本。它們生存了大约5400万年,它们跟威马奴企鹅属相似。

## 註解
1. ↑  "copepteryx"paleodb.org.palaeobiology 
database.retrieved 17 February 2012